# Энджинир, Ариана
Ариа́на Э́нджинир (англ. Aryana Engineer; род. 6 марта 2001, Британская Колумбия) — канадская киноактриса, дебют которой состоялся в 2009 году в фильме «Дитя тьмы».

## Биография
Ариана Энджинир родилась в городе Ванкувер, Канада. Имеет иранские и шотландские корни со стороны отца и матери соответственно. Мать Арианы глухая. С рождения Ариана тоже страдает тугоухостью. В октябре 2008 года соседка Энджинир Бренда Кэмпбелл пригласила Ариану на встречу с директорами компании North Shore Studios. Это привело к поездке Арианы и её матери на пробы в лос-анджелесскую кинокомпанию Леонардо Ди Каприо. Уже в ноябре Ариана вместе с отцом отправились в Торонто, где приступила к съёмкам в фильме «Дитя тьмы». В сценарии фильма персонаж Арианы — Макс Коулман была описана как «невообразимо милая». Когда режиссёр Колле-Серра увидел, что Ариана обладает способностью «плакать, играть сцену — и тут же продолжать, сохраняя эмоции», он понял, что она подходит на эту роль. По словам Колле-Серры, Ариана не понимала, что происходит во время съёмок «Дитя тьмы», и думала, что это все игра. У Арианы есть старший брат.
После выхода фильма «Дитя тьмы» Ариана приняла участие в рекламе зимней Олимпиады-2010, которая проходила в Канаде. Она также представляла Канаду со своим братом на церемонии открытия Зимних Паралимпийских игр 2010 года, приветствуя зрителей с помощью языка жестов.
В сентябре 2012 года на экраны вышел фильм «Обитель зла: Возмездие». В фильме Ариана играет глухую девушку по имени Бекки, которая строит отношения матери и дочери с главной героиней Элис (Милла Йовович).

## Фильмография
| Год  | Русское название       | Оригинальное название      | Персонаж             |
| ---- | ---------------------- | -------------------------- | -------------------- |
| 2009 | Дитя тьмы              | Orphan                     | Максин «Макс» Колман |
| 2012 | Обитель зла: Возмездие | Resident Evil: Retribution | Бекки                |
| 2015 | Мечтая о Пегги Ли      | Dreaming of Peggy Lee      | Белинда              |

## Телевидение
| Год  | Русское название                                                  | Оригинальное название                                      | Описание                                    |
| ---- | ----------------------------------------------------------------- | ---------------------------------------------------------- | ------------------------------------------- |
| 2010 | Зимние Олимпийские Игры                                           | Winter Olympic Games                                       | С танцем «Пылающие сердца»                  |
| 2010 | Зимние Олимпийские Игры                                           | Winter Olympic Games                                       | Церемония открытия паралимпийских игр       |
| 2012 | Вернуться с того света: Как снимался фильм Обитель зла: Возмездие | Back From the Afterlife: Making Resident Evil: Retribution | За кулисами фильма «Обитель зла: Возмездие» |